# Hopea foxworthyi
Hopea foxworthyi là một loài thực vật thuộc họ Dầu. Nó là loài đặc hữu của Philippines.